# BERYWAM
BERYWAM（ベリーワーム）は、フランスのビートボックスクルー。

## 来歴

### 2015-2016 結成
BERYWAMは2015年に結成された。グループ名はメンバーの頭文字（BE-RY-WA-M）で構成されている。2016年にフランスのビートボックスチャンピオンシップチーム部門で優勝し、2018年BBWCの出場資格を得た。BERYWAMはSNSに投稿されたビートボックスカバーなどで人気を博した。

### 2017年-2019年
2017年4月にフランス全土ツアーを開始し、8月にツアーが終わった。バークレー・レコードと契約を結び、2017年6月2日にEPをリリースした。イタリアのテレビタレントショーに参加し、2017年を終えた。
2018年、2月にトゥールーズで、4月にパリでギグを開き、どちらも1ヶ月前にチケットが完売した。2つのギグの成功から、9月にパリで、10月にトゥールーズでギグを発表した。フランスの有名音楽祭の1つであるレ・フランコフォリー・ド・ラ・ロシェルに招待された。
2018年はファーストアルバムを発表し、グランドビートボックスバトルを控えたグループにとって重要な年だった。2018年4月9日、BERYWAMはYouTubeチャンネルで、MB14がソロでの活動をするためにグループを離れることを決めたことを説明するビデオを公開した。2018年4月20日、メンバーは別のYouTubeビデオで、2010年フランスビートボックスチャンピオンシップで優勝したBeastyが新しいメンバーに選ばれたと発表した。その年の世界選手権で、BERYWAM(MB14と一緒に現在のメンバーで構成される)は、クルー部門の世界チャンピオンになった。
BERYWAMは、NBCチャンネルで放送されたアメリカズ・ゴッド・タレントに参加した。BERYWAMは第2ラウンドに合格したが、準決勝進出は出来なかった。

### 2020年-現在
2020年の初めに、アルバムを2021年にリリースすると発表した。2020年1月24日、BERYWAMはYouTubeといくつかのストリーミングプラットフォーム「Beriddim」で最初のシングル曲をリリースした。2020年7月24日、BERYWAMはストリーミング音楽プラットフォームとYouTubeで2曲目のシングル曲「Pacifique」をリリースした。2021年4月30日、グループはシングル「Give It Up」をリリースした。その後、2021年7月16日、グループはトラップルーチンからリメイクされたシングル「Beginning」をリリースした。2022年4月8日、ベリワムはストリーミングプラットフォームとYouTubeでファーストアルバム「No instrument」をリリースした。

## メンバー

### 現在のメンバー
BERYWAMはビートネス、リスマインド、ワワッド、ビースティの4人のメンバーで構成されている。チーム部門で2016年フランスビートボックスチャンピオンシップと2018年グランドビートボックスバトルで優勝した。
- ビートネスは、ほとんどのトラックでベースボイスを担当している。
- リスマインドは、主にリズム部分とパーカッションを担当している。
- ワワドは音楽の部分に特化しており、人間のトランペットと呼ばれている。仲間からクリックの達人と見なされている。
- ビースティは、2018年4月にグループに加わった。

### 元メンバー
- MB14は、彼の声と彼のダイナミックな楽器の印象でバンドでよく知られている。